# Catasigerpes granulatus
Catasigerpes granulatus är en bönsyrseart som beskrevs av Roger Roy 1965. Catasigerpes granulatus ingår i släktet Catasigerpes och familjen Hymenopodidae. Inga underarter finns listade i Catalogue of Life.